# Åkermadd
Åkermadd eller blåmadra (Sherardia arvensis) är en liten ettårig, nedliggande ört, ett av ogräsen på åkrar och trädor i södra och mellersta Sverige och södra Norge, ursprungligen inkommen från det sydligare Europa.
Åkermadden skiljer sig från måror och färgmåror genom tydligt blomfoder (små uddar ovanpå fruktämnet); blommorna sitter i tätare, huvudlika blomställningar inom några mer eller mindre sammanvuxna skärmblad, ett svepe, som utgörs av några tätt hopträngda bladkretsar (i korgväxternas holk är däremot skärmbladen inte krets-, utan rosettställda). 